# Rhuan
Rhuan, właśc. Rhuan da Silveira Castro (ur. 25 stycznia 2000 w São Gonçalo) – brazylijski piłkarz, grający na pozycji skrzydłowego w portugalskim klubie GD Fontinhas.

## Kariera
W latach 2015–2019 grał w młodzieżowych drużynach Botafogo FR. W lutym 2019 został zawodnikiem pierwszego zespołu prowadzonego przez trenera Eduarda Barrokę. 17 sierpnia 2019 zadebiutował w rozgrywkach Série A jako zmiennik w przegranym meczu na wyjeździe 0:2 z Corinthians Paulista. Łącznie w latach 2019–2021 rozegrał 33 spotkania w najwyższej klasie rozgrywkowej w Brazylii.
W lipcu 2021 związał się 3-letnim kontraktem z drużyną Radomiaka, grającą w polskiej Ekstraklasie. W polskiej lidze zadebiutował  9 sierpnia 2021 w przegranym meczu na wyjeździe 0:1 z Wisłą Płock, zmieniając Miłosza Kozaka.